# Peiratinae
Peiratinae is een onderfamilie van roofwantsen. De familie werd voor het eerst wetenschappelijk beschreven door Charles Jean-Baptiste Amyot & Jean Guillaume Audinet-Serville in 1843.

## Taxonomie
De familie bevat de volgende geslachten:

- Androclus Stål, 1863
- Bekilya Villiers, 1949
- Brachysandalus Stål, 1866
- Calistocoris Reuter, 1881
- Catamiarus Amyot & Serville, 1843
- Ceratopirates Schouteden, 1933
- Ectomocoris Mayr, 1865
- Eidmannia Taeuber, 1934
- Froeschnerisca Coscarón, 1997
- Fusius Stål, 1862
- Hovacoris Villiers, 1964
- Lamotteus Villiers, 1948
- Lentireduvius Cai & Taylor, 2006
- Lestomerus Amyot & Serville, 1843
- Melanolestes Stål, 1866
- Microcleptocoris Villiers, 1968
- Microsandalus Stål, 1866
- Mutillocoris Villiers, 1964
- Neopirates Miller, 1952
- Oblongiala Liu & Cai, 2020
- Pachysandalus Jeannel, 1916
- Parapirates Villiers, 1959
- Peirates Audinet-Serville, 1831
- Phalantus Stål, 1863
- Phorastes Kirkaldy, 1900
- Polychitonocoris Miller, 1940
- Pseudolestomerus Villiers, 1964
- Pteromalestes Miller, 1959
- Rapites Villiers, 1948
- Rasahus Amyot & Serville, 1843
- Sirthenea Spinola, 1837
- Thymbreus Stål, 1859
- Tydides Stål, 1865
- Zeraikia Gil-Santana & Costa, 2003